# Jogcon

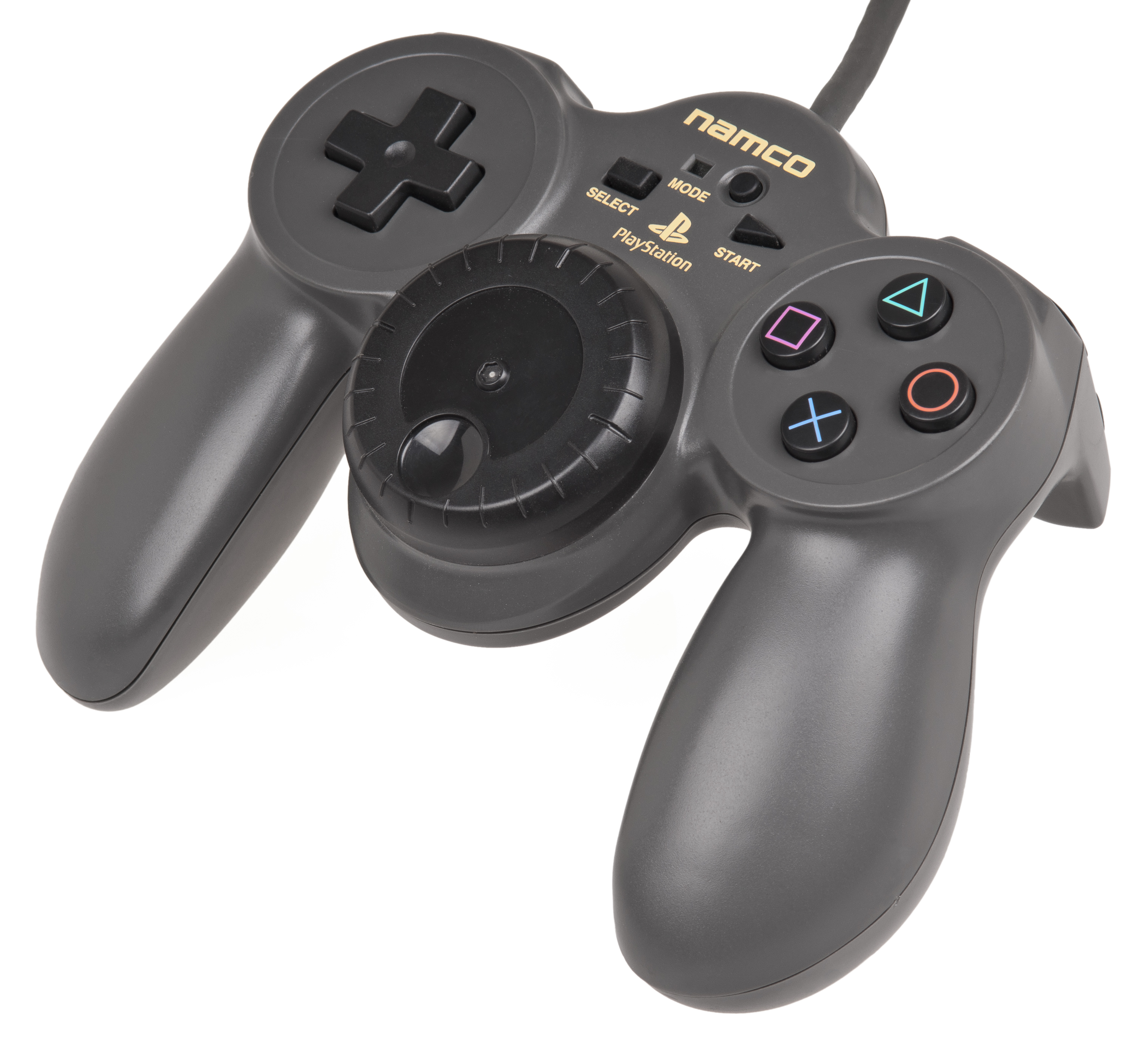
Jogcon

Il Jogcon (o "JogCon") è una periferica Sony PlayStation sviluppata e prodotta dalla Namco, precursore del famoso DualShock Sony.

## Storia
Lanciato sul mercato nel 1998 in una confezione speciale con il nuovo Ridge Racer Type 4 della Namco, è stato progettato per mantenere la dimensione di un gamepad Sony standard, pur offrendo uno sterzo in miniatura.

## Innovazioni
La novità era il primo volante in miniatura con force feedback disponibile su PlayStation. Il nome deriva dalla rotazione dello stick (come avviene in alcuni hi-fi per regolare il volume dell'audio).
Ora tutte le azioni di guida (sbandate, collisioni, incidenti e resistenza del volante) possono esser avvertite dal guidatore in prima persona attraverso un ritorno di forza attivo.
La manopola si trova al centro del gamepad a simulare un volante.
In seguito verrà venduto separatamente dal gioco per il quale è stato progettato (Ridge Racer R4).

## Reperibilità
Si trova ancora in qualche negozio di retro-game - la maggiore reperibilità è data dal fatto di esser abbinato ad un gioco - ma oramai sta diventando un "cimelio da museo".